# Людвиг, Боб
Роберт «Боб» Людвиг (англ. Robert "Bob" Ludwig; род. 1945, Нью-Йорк, США) — американский инженер мастеринга. В течение карьеры поработал над мастерингом всех основных форматов звукозаписи для всех ключевых мейджор-лейблов. Был задействован более чем в 1300 проектах, в которых сотрудничал с такими исполнителями, как Led Zeppelin, Queen, Dire Straits, Джими Хендрикс, Брайан Ферри, Пол Маккартни, Nirvana, Брюс Спрингстин и Daft Punk, принимал участие в создании более 3000 альбомов. Является многократным лауреатом премий «Грэмми» и TEC Awards.

## Биография
В возрасте восьми лет Людвиг получил в подарок свой первый магнитофон, на который начал записывать всё, что играло по радио. Впоследствии он получил классическое музыкальное образование — степень бакалавра и магистра в Истменской школе музыки Рочестерского университета. Во время учёбы Людвиг входил в департамент звука Истмана, а также был главным трубачом Ютикского симфонического оркестра (Utica Symphony Orchestra). Вдохновленный профессиональной деятельностью Фила Рамона, с которым он познакомился когда тот приехал в Истман преподавать в летней студии звукозаписи, Людвиг попросил Рамона сделать его своим помощником. После этого с ним связалось руководство лейбла A&R Recording и предложило ему контракт — работать у них вместе с Рамоном. С ним Людвиг принял участие в работе над записями таких исполнителей, как The Band, Peter, Paul and Mary, Нил Даймонд и Фрэнк Синатра.
После нескольких лет работы в A&R Recording Людвиг получил предложение от Sterling Sound, где в итоге стал вице-президентом. После семи лет работы в Sterling он перешел к своим конкурентам, в фирму Masterdisk, на должность вице-президента и главного звукоинженера. В 1993 году Людвиг покинул Masterdisk, основав свою собственную компанию, сфокусированную на мастеринге записей и расположенную в Портленде, штат Мэн, под названием Gateway Mastering Studios, Inc.

## Карьера
Людвиг занимался сведением альбомов многих классических музыкантов, таких как Kronos Quartet, и также рок-исполнителей, в числе которых: Джими Хендрикс, Phish, Megadeth, Metallica, Глория Эстефан, Nirvana, The Strokes, Queen, U2, Стинг, The Police, Джанет Джексон, Мэрайя Кэри, Бек, Guns N' Roses, Ричи Самбора, Tool, Simple Minds, Брайан Ферри, Тори Эймос, Бонни Рэйтт, Марк Нопфлер, Леонард Коэн, Дэвид Боуи, Пол Маккартни, Брюс Спрингстин, Bee Gees, Мадонна, Supertramp, Уилл Акерман, Pet Shop Boys, Radiohead, Элтон Джон, Daft Punk и Alabama Shakes.
Несколько раз участвовал в масштабных проектах по ремастерингу музыкального каталога ряда артистов, среди которых были: Rush, Dire Straits, Creedence Clearwater Revival и The Rolling Stones.
Среди наиболее любимых проектов Людвига, в музыкальном плане, работа над переизданиями альбомов: Music From Big Pink (The Band), There’s a Riot Goin’ On (Sly and the Family Stone), Painted from Memory (Бакарак и Костелло), Led Zeppelin II (Led Zeppelin), Spirit (Джуэл) и Ancient Voices of Children (Джордж Крам).
Людвиг продолжает активно влиять на музыкальную индустрию. Он выступал в судейском жюри 8-й (а также с 10-ю по 14-ю) ежегодной Независимой музыкальной премии (англ. Independent Music Awards), его вклад помог продвижению карьеры множества будущих инди-музыкантов. Кроме того, Людвиг является активным участником Профессионального объединения звукоинженеров и является бывшим председателем представительства этой организации в Нью-Йорке. Также он входит в руководящий комитет Национальной академии звукозаписывающих искусств и наук (сегмент продюсеров и звукоинженеров).

## Награды

### TEC Awards
Людвиг является многократным лауреатом награды Technical Excellence & Creativity (TEC) Awards.
| Год  | Название награды | Музыкальное произведение                                |
| ---- | --- | ------------------------------------------------------- |
| 1986 | Outstanding Creative Achievement — Mastering Engineer | н/д                                                     |
| 1987 | Outstanding Creative Achievement — Mastering Engineer | н/д                                                     |
| 1989 | Outstanding Creative Achievement — Mastering Engineer | н/д                                                     |
| 1990 | Outstanding Creative Achievement — Mastering Engineer | н/д                                                     |
| 1991 | Les Paul Award honoring individuals or institutions that have set the highest standards of excellence in the creative application of recording technology. | н/д                                                     |
| 1994 | Outstanding Creative Achievement — Mastering Engineer | н/д                                                     |
| 1994 | Outstanding Institutional Achievement — Mastering Facility                                                                                                 | н/д                                                     |
| 1995 | Outstanding Creative Achievement — Mastering Engineer | н/д                                                     |
| 1995 | Outstanding Institutional Achievement — Mastering Facility                                                                                                 | н/д                                                     |
| 1996 | Outstanding Creative Achievement — Mastering Engineer | н/д                                                     |
| 1996 | Outstanding Institutional Achievement — Mastering Facility                                                                                                 | н/д                                                     |
| 1998 | Outstanding Creative Achievement — Mastering Engineer | н/д                                                     |
| 1998 | Outstanding Institutional Achievement — Mastering Facility                                                                                                 | н/д                                                     |
| 1999 | Outstanding Institutional Achievement — Mastering Facility                                                                                                 | н/д                                                     |
| 2000 | Outstanding Creative Achievement — Mastering Engineer | н/д                                                     |
| 2001 | Outstanding Creative Achievement — Record Production/Album                                                                                                 | Riding With the King, B.B. King & Eric Clapton          |
| 2002 | Outstanding Creative Achievement — Record Production/Single or Track                                                                                       | The Space Between, Everyday, Dave Matthews Band         |
| 2004 | Outstanding Creative Achievement — Record Production/Album                                                                                                 | Hail to the Thief, Radiohead                            |
| 2006 | Outstanding Creative Achievement — Surround Sound Recording                                                                                                | Brothers in Arms-20th Anniversary Edition, Dire Straits |
| 2009 | Outstanding Creative Achievement — Record Production/Single or Track                                                                                       | «Viva La Vida», Coldplay                                |
| 2009 | Outstanding Creative Achievement — Record Production/Album                                                                                                 | Viva La Vida, Coldplay                                  |
| 2014 | Outstanding Creative Achievement — Record Production/Album                                                                                                 | Random Access Memories, Daft Punk                       |

### Грэмми
Людвиг занимает второе место по количеству побед в номинации «Альбом года» в качестве инженера мастеринга, больше только у Тома Койна. Также он является одним из немногих, кому удалось это сделать три года подряд (2013—2015).
| Год  | Номинируемая работа                                         | Категория                                     | Результат |
| ---- | ----------------------------------------------------------- | --------------------------------------------- | --------- |
| 2003 | The Rising                                                  | Альбом года                                   | Номинация |
| 2005 | Avalon                                                      | Лучший альбом с объёмным звуком               | Номинация |
| 2006 | Brothers In Arms — 20th Anniversary Edition                 | Лучший альбом с объёмным звуком               | Победа    |
| 2006 | In Your Honor                                               | Лучший альбом с объёмным звуком               | Номинация |
| 2008 | Lorraine Hunt Lieberson Sings Peter Lieberson: Neruda Songs | Лучший классический альбом                    | Номинация |
| 2009 | In Rainbows                                                 | Альбом года                                   | Номинация |
| 2009 | Viva la Vida or Death and All His Friends                   | Альбом года                                   | Номинация |
| 2012 | Layla and Other Assorted Love Songs (Super Deluxe Edition)  | Лучший альбом с объёмным звуком               | Победа    |
| 2012 | Music Is Better Than Words                                  | Лучший звукоинженер, не классического альбома | Номинация |
| 2013 | Ashes & Fire                                                | Лучший звукоинженер, не классического альбома | Номинация |
| 2013 | Love Is a Four Letter Word                                  | Лучший звукоинженер, не классического альбома | Номинация |
| 2013 | Blunderbuss                                                 | Альбом года                                   | Номинация |
| 2013 | Babel                                                       | Альбом года                                   | Победа    |
| 2014 | Random Access Memories                                      | Альбом года                                   | Победа    |
| 2014 | Random Access Memories                                      | Лучший звукоинженер, не классического альбома | Победа    |
| 2014 | Annie Up                                                    | Лучший звукоинженер, не классического альбома | Номинация |
| 2014 | «Get Lucky»                                                 | Запись года                                   | Победа    |
| 2014 | Charlie Is My Darling — Ireland 1965                        | Лучший исторический альбом                    | Победа    |
| 2015 | Bass & Mandolin                                             | Лучший звукоинженер, не классического альбома | Номинация |
| 2015 | Beyoncé                                                     | Лучший альбом с объёмным звуком               | Победа    |
| 2015 | G I R L                                                     | Альбом года                                   | Номинация |
| 2015 | Morning Phase                                               | Альбом года                                   | Победа    |
| 2015 | Morning Phase                                               | Лучший звукоинженер, не классического альбома | Победа    |
| 2016 | Sound & Color                                               | Лучший звукоинженер, не классического альбома | Победа    |
| 2016 | Sound & Color                                               | Альбом года                                   | Номинация |
| 2017 | Are You Serious                                             | Лучший звукоинженер, не классического альбома | Номинация |

### Латинская Грэмми
2004: Альбом года — No Es Lo Mismo, Алехандро Санс
2013: Альбом года — Vida, Драко Роса

### Cinema Audio Society
2005: Outstanding Achievement in Sound Mixing for Television Non-Fiction, Variety or Music-Series or Specials: — Hammersmith Odeon London 1975, Bruce Springsteen and the E Street Band

### APRS
2012: The Association of Professional Recording Services Sound Fellowship — награда вручена 27 октября 2012

### Audio Engineering Society
2015: AES Gold Medal